# Euonymus chibae
Euonymus chibae är en benvedsväxtart som beskrevs av Tomitaro Makino. Euonymus chibae ingår i släktet Euonymus och familjen Celastraceae. Inga underarter finns listade.